# I. liga 1975-1976
L'edizione 1975/76 del campionato cecoslovacco di calcio vide la vittoria finale del Baník Ostrava OKD, che conquistò il suo primo titolo.
Capocannoniere del torneo fu Dušan Galis del VSS Kosice con 21 reti.

## Classifica finale
|    | Classifica                        | G  | V  | N  | P  | GF | GS | DR  | Pti |
| -- | --------------------------------- | -- | -- | -- | -- | -- | -- | --- | --- |
| 1  | Baník Ostrava OKD                 | 30 | 14 | 9  | 7  | 37 | 29 | +8  | 37  |
| 2  | Slovan CHZJD Bratislava           | 30 | 15 | 6  | 9  | 49 | 25 | +24 | 36  |
| 3  | Slavia Praga                      | 30 | 16 | 4  | 10 | 50 | 33 | +17 | 36  |
| 4  | Dukla Praga                       | 30 | 15 | 5  | 10 | 52 | 36 | +16 | 35  |
| 5  | Sklo Union Teplice                | 30 | 12 | 8  | 10 | 36 | 44 | -8  | 32  |
| 6  | Internacionál Slovnaft Bratislava | 30 | 12 | 7  | 11 | 34 | 27 | +7  | 31  |
| 7  | Zbrojovka Brno                    | 30 | 11 | 9  | 10 | 35 | 28 | +7  | 31  |
| 8  | Lokomotíva Košice                 | 30 | 12 | 6  | 12 | 55 | 50 | +5  | 30  |
| 9  | Bohemians ČKD Praga               | 30 | 10 | 10 | 10 | 35 | 31 | +4  | 30  |
| 10 | Spartak TAZ Trnava                | 30 | 12 | 5  | 13 | 35 | 32 | +3  | 29  |
| 11 | VSS Košice                        | 30 | 11 | 6  | 13 | 45 | 42 | +3  | 28  |
| 12 | ZVL Žilina                        | 30 | 12 | 4  | 14 | 38 | 42 | -4  | 28  |
| 13 | Škoda Plzeň                       | 30 | 10 | 7  | 13 | 34 | 48 | -14 | 27  |
| 14 | Jednota Trenčín                   | 30 | 9  | 8  | 13 | 23 | 53 | -30 | 26  |
| 15 | Jablonec                          | 30 | 7  | 10 | 13 | 28 | 51 | -23 | 24  |
| 16 | Fotbal Třinec                     | 30 | 8  | 4  | 18 | 22 | 37 | -15 | 20  |

## Verdetti
- Baník Ostrava OKD campione di Cecoslovacchia 1975/76.
- Baník Ostrava OKD ammessa alla Coppa dei Campioni 1976-1977.
- Slovan Bratislava e Slavia Praga ammesse alla Coppa UEFA 1976-1977.
- LIAZ Jablonec e TZ Trinec retrocesse.